# Кечекьян, Степан Фёдорович
Степа́н Фёдорович Кечекья́н (13 [25] марта 1890, Нахичевань-на-Дону — 24 июня 1967 года, Москва) — советский учёный-правовед, специалист в области истории и теории государства и права, истории политических и правовых учений, доктор юридических наук, профессор, заслуженный деятель науки РСФСР.

## Биография
Родился 13 (25) марта 1890 года в г. Нахичевани-на-Дону в семье городового врача Аствацатура Степаньяна Кечекьяна (1859—?), происходивщего из мещан г. Нахичевани-на-Дону, окончившего Лазаревский институт восточных языков и медицинский факультет Московского университета в 1885 году со степенью лекаря. Армянин.
Получив воспитание в Ростовской на Дону гимназии, которую окончил с золотой медалью в июне 1907 года, Степаннос в  ноябре 1911 года окончил юридический факультет Московского университета с дипломом 1-й степ.Оставлен при университете по кафедре энциклопедии права и истории философии права. Первой работой С. Ф. Кечекьяна стала монография «Этическое миросозерцание Спинозы» (1914). В апреле 1915 году, после сдачи экзамена на степень магистра международного права, стал приват-доцентом университета; кроме того, преподавал в народном университете Нижнего Новгорода.
В 1918—1919 годах — профессор и декан факультета общественных наук Саратовского университета, в 1920—1921 годах, после переезда в родной город, — профессор Донского университета и Донского института народного хозяйства.
В 1922 году вернулся в Москву и стал преподавать в Пречистенском практическом институте и Государственном институте слова. В 1928 году уехал в Баку. Один из организаторов юридического факультета Азербайджанского университета, в котором был избран профессором по кафедре международного права; опубликовал ряд работ по международному праву. Профессор Института советского строительства и права при ЦИК Азербайджанской ССР (1930—1931).
В 1931 году учёный окончательно вернулся в Москву и с этого времени его деятельность связана со столичными вузами и научными учреждениями; лишь один учебный год (1937—1938) он преподавал в Свердловском юридическом институте. В 1934—1947 годах — профессор Московского юридического института, в 1937—1944 годах работал во Всесоюзной заочной правовой академии, Всесоюзном институте юридических наук, Историко-архивном институте, а также во Всесоюзном юридическом заочном институте, где заведовал кафедрой. Профессор Академии общественных наук при ЦК КПСС (1946—1954) и МГИМО (1948—1953, заведующий кафедрой с 1949 года). Помимо научной деятельности С. Ф. Кечекьян занимался практической: в 1920—1930-х годах он консультировал правление Московско-Курской железной дороги, отдел международных расчетов Наркомфина СССР, а также был руководителем правовой группы Всесоюзного объединения искусственного волокна Наркомтяжпрома СССР.
В 1939 году защитил докторскую диссертацию «Общественно-политические воззрения Аристотеля», впоследствии переработанную и опубликованную в 1947 году в виде монографии «Учение Аристотеля о государстве и праве».
В 1940—1959 годах — научный сотрудник Института государства и права АН СССР, где заведовал сектором истории государства и права.
В 1942 году, после воссоздания юридического факультета МГУ, стал его профессором. В 1954 году занял должность заведующего кафедрой истории государства и права факультета, которую возглавлял до самой смерти.
Скончался 24 июня 1967 года после непродолжительной тяжёлой болезни. Похоронен на 7-м участке Армянского кладбища в Москве.

## Научная деятельность
В круг научных интересов С. Ф. Кечекьяна входили история политических и правовых учений, история государства и права зарубежных стран, теория государства и права, международное право. Автор более 160 научных трудов, в том числе ряда монографий и учебников для вузов, многие из которых были переведены на немецкий, французский, английский, польский, испанский, японский, чешский, словацкий, венгерский, болгарский и другие языки. Основной организатор и один из главных редакторов фундаментального учебника по истории политических учений, написанного объединенным авторским коллективом МГУ и Института государства и права АН СССР (1955, 2-е изд. 1960). Участвовал в создании учебных программ и учебников по всеобщей истории государства и права (1944, 1949, 1963), теории государства и права (1949, 1962), административному праву (1940). Внес крупный вклад в развитие теории источников права и общего учения о правоотношении, предложил новое толкование ряда текстов Аристотеля, Спинозы и других классиков политической философии.
С. Ф. Кечекьян является основателем собственной научной школы, подготовил более 50 кандидатов и докторов наук. Неоднократно выезжал с докладами и лекциями за границу: участвовал в работе III Международного социологического конгресса в Амстердаме (1956), читал лекции и доклады на Международном факультете сравнительного правоведения в Люксембурге (1958, 1959, 1960), Институте европейских исследований в Турине (1959), Варшавском и Краковском университетах (декабрь 1959 года), на IV Международном гегелевском конгрессе в Праге (сентябрь 1966 года). Являлся членом экспертной комиссии ВАК СССР по юридическим наукам, членом президиума объединенного научно-технического совета министерств высшего и среднего специального образования СССР и РСФСР, членом правления Общества советско-иракской дружбы, членом исполнительного комитета Международной ассоциации политических наук, членом редколлегий журналов «Советское государство и право», «Вестник Московского университета» и «Правоведение». В 1963 году С. Ф. Кечекьян был избран депутатом Ленинского районного Совета депутатов трудящихся Москвы.
Указом Президиума Верховного Совета РСФСР от 15 июня 1960 года за большие заслуги в области юридических наук профессору С. Ф. Кечекьяну было присвоено почётное звание заслуженного деятеля науки РСФСР. Кроме того, он был награждён орденом «Знак Почета» и медалями.

## Основные труды

### Монографии и учебные пособия
- Всеобщая история государства и права. Ч. 1. Древний мир. Вып. 1. Древний Восток и Древняя Греция. — М., 1944.
- Всеобщее, равное, прямое и тайное избирательное право. — М., 1917.
- Государство и право Древней Греции. — М., 1963.
- К вопросу о различии частного и публичного права. — Харьков, 1927.
- Мандаты Лиги Наций в странах арабского Востока. — М., 1930.
- Международно-правовая защита национальных меньшинств. — Баку, 1929.
- Национальный вопрос на Западе и в России. — М., 1917.
- Правоотношения в социалистическом обществе. — М., 1958.
- Учение Аристотеля о государстве и праве. — М., 1947.
- Учредительное собрание. — М., 1917.
- Что такое свобода?. — М., 1917.
- Этическое миросозерцание Спинозы. — М., 1914.

### Коллективные труды
- История государства и права. Учебник / Под общ. ред. З. М. Черниловского. — М., 1949. — Т. 1.
- История государства и права зарубежных стран. Учебник / Под общ. ред. П. Н. Галанзы. — М., 1963. — Т. 1.
- История политических учений. Учебник / Под ред. С. Ф. Кечекьяна и Г. И. Федькина. — М., 1955.
  - История политических учений. Учебник / Под ред. С. Ф. Кечекьяна и Г. И. Федькина. — 2-е изд. — М., 1960.
- Московский университет за 50 лет Советской власти / Гл. ред. И. Г. Петровский. — М., 1967.
- Советское административное право. Учебник / Под ред. А. И. Денисова. — М., 1940.
- Теория государства и права. Учебник / Под ред. М. П. Каревой. — М., 1949.
- Теория государства и права : [Учеб. пособие для юрид. вузов] / М. П. Карева, С. Ф. Кечекьян, А. С. Федосеев, Г. И. Федькин ; Акад. наук СССР. Ин-т права им. А. Я. Вышинского. - Москва : Госюриздат, 1955. - 460 с.
- Теория государства и права. Основы марксистско-ленинского учения о государстве и праве / Под ред. П. С. Ромашкина, М. С. Строговича, В. А. Туманова. — М., 1962.

### Статьи
- Американские социологические теории государства и права // Вестник Московского университета. Серия Право. — 1967. — № 2.
- Гегель и историческая школа права // Правоведение. — 1967. — № 1.
- К вопросу о роли права в истории // Вопросы истории. — 1961. — № 7.
- Ленин и Бакунин // Накануне. — 1918. — № 5.
- Манифест Коммунистической партии и современные ему буржуазные политические учения // Советское государство и право. — 1948. — № 4.
- Методологические вопросы истории политических учений // Вопросы философии. — 1962. — № 2.
- Некоторые вопросы методологии истории политических учений // Вопросы истории. — 1958. — № 7.
- Нормы права и правоотношения // Советское государство и право. — 1955. — № 2.
- О понятии естественного права у Канта и Гегеля // Вопросы философии и психологии. — 1915. — Вып. 125.
- О понятии источника права // Ученые записки МГУ. — 1946. — Вып. 116.
- О системе советского социалистического права // Советское государство и право. — 1946. — № 2.
- О толковании законов судом // Право и жизнь. — 1928. — № 1.
- Политическая идеология французской буржуазии накануне революции XVIII века // Вопросы государства и права во Французской буржуазной революции XVIII в. — М., 1940.
- Политические и правовые взгляды Монтескье // Советское государство и право. — 1955. — № 4.
- Революция и религия // Накануне. — 1918. — № 1.
- Советский закон по Сталинской Конституции // Вестник Московского университета. Серия Право. — 1952. — № 4.
- Социологические взгляды Огюста Конта // Советское государство и право. — 1957. — № 12.